# شينيو-لا-بالم (أين)
شينيو-لا-بالم (بالفرنسية: Cheignieu-la-Balme)‏ هي بلدية فرنسية تقع في إقليم الأين في فرنسا. رمز إنسي لها هو:1100. أما الرمز البريدي لها فهو: 1510.